# Peltuinum

Peltuinum est une ancienne colonie romaine, située sur le territoire de Prata d'Ansidonia, dans l'actuelle province de L'Aquila, dans la région des Abruzzes.

## Histoire
Peltuinum fut probablement fondée au VIe siècle av. J.-C., comme l'indique le matériel découvert près du temple et les tombes des alentours. La ville, protégée par une puissante muraille et traversée par un itinéraire de grande transhumance repris par le tratturo, était le siège d'une préfecture romaine sur le territoire des Vestins. 
L'université de Rome « La Sapienza » y a fouillé un temple et un théâtre, auxquels est accolée une forteresse byzantine qui en a récupéré les pierres.